# Championnat du Venezuela de football 2024
Navigation
Saison 2023 Saison 2025
La saison 2024 du championnat du Venezuela de football est la soixante-huitième édition du championnat de première division professionnelle au Venezuela et la cent-cinquième saison du championnat national.

## Déroulement de la saison
Le champion de deuxième division, Ureña Sport Club, décide de ne pas participer au championnat et reste en deuxième division, de ce fait le championnat 2024-2025 passe à 14 équipes.
Le championnat se déroule cette saison avec quatorze équipes qui se rencontrent une fois dans une première phase (le tournoi d'ouverture). Ensuite les huit premiers se retrouvent dans deux groupes de quatre où les équipes se rencontrent deux fois, les deux premiers de groupe se rencontrent dans une finale dont le vainqueur est qualifié pour la finale du championnat en fin de saison.
Le tournoi de clôture se déroule comme le tournoi d'ouverture, le vainqueur est qualifié pour la finale nationale.
La finale nationale (final absoluta) entre les vainqueurs des deux tournois se déroule sur deux matchs, si une équipe gagne le tournoi d'ouverture et le tournoi de clôture elle est déclarée championne du Venezuela, la finale étant annulée.
Le classement cumulé, qui prend en compte les matchs de poules des deux phases, détermine les qualifications pour la Copa Libertadores et la Copa Sudamericana. Le dernier est relégué en deuxième division.
Le champion et le finaliste sont automatiquement qualifiés pour la phase de poules de la Copa Libertadores 2025, deux autres équipes, les mieux classées, sont qualifiés pour les tours de qualification.
Les clubs classés de la 5e à la 8e place sont qualifiés pour la Copa Sudamericana 2025.

## Les clubs participants
- Caracas FC
- Deportivo Rayo Zuliano
- Portuguesa FC
- Carabobo FC
- Metropolitanos
- Angostura FC
- Academia Puerto Cabello
- Deportivo Táchira
- Zamora FC
- Monagas SC
- Deportivo La Guaira
- Estudiantes de Mérida
- Hermanos Colmenarez se renomme Internacional de Barinas
- Universidad Central

## Compétition
Le barème utilisé pour établir les différents classements est le suivant :
- Victoire : 3 points
- Match nul : 1 point
- Défaite : 0 point

### Tournoi d'ouverture

#### Première phase
Les équipes se rencontrent une fois, les huit premiers se qualifient pour la deuxième phase.
| Rang | Équipe                   | Pts | J  | G | N | P | Bp | Bc | Diff |
| ---- | ------------------------ | --- | -- | - | - | - | -- | -- | ---- |
| 1    | Universidad Central      | 25  | 13 | 6 | 7 | 0 | 17 | 8  | +9   |
| 2    | Angostura FC             | 24  | 13 | 7 | 3 | 3 | 16 | 13 | +3   |
| 3    | Internacional de Barinas | 22  | 13 | 7 | 1 | 5 | 14 | 12 | +2   |
| 4    | Portuguesa FC            | 21  | 13 | 6 | 3 | 4 | 17 | 12 | +5   |
| 5    | Carabobo FC              | 21  | 13 | 5 | 6 | 2 | 13 | 9  | +4   |
| 6    | Metropolitanos           | 21  | 13 | 6 | 3 | 4 | 19 | 18 | +1   |
| 7    | Academia Puerto Cabello  | 20  | 13 | 5 | 5 | 3 | 15 | 11 | +4   |
| 8    | Deportivo La Guaira      | 20  | 13 | 5 | 5 | 3 | 14 | 14 | 0    |
| 9    | Deportivo Táchira T      | 19  | 13 | 5 | 4 | 4 | 13 | 10 | +3   |
| 10   | Monagas SC               | 19  | 13 | 5 | 4 | 4 | 19 | 18 | +1   |
| 11   | Caracas FC               | 12  | 13 | 2 | 6 | 5 | 10 | 13 | -3   |
| 12   | Estudiantes de Mérida    | 8   | 13 | 2 | 2 | 9 | 14 | 24 | -10  |
| 13   | Deportivo Rayo Zuliano   | 7   | 13 | 1 | 4 | 8 | 16 | 23 | -7   |
| 12   | Zamora FC                | 5   | 13 | 0 | 5 | 8 | 10 | 22 | -12  |

|  | Qualification pour la deuxième phase |
|  | T : Tenant du titre                  |

#### Deuxième phase
Les huit premiers de la première phase sont placés dans deux groupes de quatre où ils se rencontrent deux fois, les deux premiers de groupe disputent la finale du tournoi d'ouverture, le vainqueur est qualifié pour la Copa Libertadores 2025 et la finale nationale.
| Rang | Équipe                   | Pts | J | G | N | P | Bp | Bc | Diff |
| ---- | ------------------------ | --- | - | - | - | - | -- | -- | ---- |
| 1    | Metropolitanos           | 14  | 6 | 4 | 2 | 0 | 13 | 6  | +7   |
| 2    | Deportivo La Guaira      | 9   | 6 | 3 | 0 | 3 | 8  | 8  | 0    |
| 3    | Universidad Central      | 8   | 6 | 2 | 2 | 2 | 9  | 8  | +1   |
| 4    | Internacional de Barinas | 2   | 6 | 0 | 2 | 4 | 5  | 13 | -8   |

| Rang | Équipe                  | Pts | J | G | N | P | Bp | Bc | Diff |
| ---- | ----------------------- | --- | - | - | - | - | -- | -- | ---- |
| 1    | Carabobo FC             | 11  | 6 | 3 | 2 | 1 | 10 | 5  | +5   |
| 2    | Portuguesa FC           | 8   | 6 | 2 | 2 | 2 | 10 | 10 | 0    |
| 3    | Academia Puerto Cabello | 6   | 6 | 1 | 3 | 2 | 5  | 7  | -2   |
| 4    | Angostura FC            | 6   | 6 | 1 | 3 | 2 | 9  | 12 | -3   |

##### Finale du tournoi d'ouverture
La finale du tournoi d'ouverture se joue sur un match chez l'équipe qui a obtenu le meilleur classement lors de la première phase. Le vainqueur se qualifie pour la finale nationale et pour la phase de poules de la Copa Libertadores 2025.
| 2 juin 2024 | Carabobo FC                          | 3 - 0   | Metropolitanos | Polideportivo Misael Delgado, Valencia |  |
|             | Aponte 75e · Ortiz 82e · Lopez 90+7e | (0 - 0) |                |                                        |  |

### Tournoi de clôture

#### Première phase
Les équipes se rencontrent une fois, les huit premiers se qualifient pour la deuxième phase.
| Rang | Équipe                   | Pts | J  | G | N | P  | Bp | Bc | Diff |
| ---- | ------------------------ | --- | -- | - | - | -- | -- | -- | ---- |
| 1    | Deportivo Táchira T      | 27  | 13 | 7 | 6 | 0  | 17 | 5  | +12  |
| 2    | Monagas SC               | 25  | 13 | 7 | 4 | 2  | 22 | 14 | +8   |
| 3    | Deportivo Rayo Zuliano   | 23  | 13 | 7 | 2 | 4  | 18 | 15 | +3   |
| 4    | Estudiantes de Mérida    | 22  | 13 | 6 | 4 | 3  | 20 | 14 | +6   |
| 5    | Carabobo FC              | 20  | 13 | 5 | 5 | 3  | 17 | 13 | +4   |
| 6    | Caracas FC               | 20  | 13 | 5 | 5 | 13 | 15 | 12 | +3   |
| 7    | Deportivo La Guaira      | 20  | 13 | 5 | 5 | 3  | 13 | 11 | +2   |
| 8    | Zamora FC                | 20  | 13 | 6 | 2 | 5  | 15 | 14 | +1   |
| 9    | Universidad Central      | 19  | 13 | 5 | 4 | 4  | 18 | 17 | +1   |
| 10   | Metropolitanos           | 18  | 13 | 4 | 6 | 3  | 16 | 16 | 0    |
| 11   | Academia Puerto Cabello  | 12  | 13 | 2 | 6 | 5  | 13 | 15 | -2   |
| 12   | Portuguesa FC            | 11  | 13 | 3 | 2 | 8  | 12 | 21 | -9   |
| 13   | Angostura FC             | 6   | 13 | 1 | 3 | 9  | 9  | 21 | -12  |
| 14   | Internacional de Barinas | 2   | 13 | 0 | 2 | 11 | 8  | 26 | -18  |

|  | Qualification pour la deuxième phase |
|  | T : Tenant du titre                  |

#### Deuxième phase
Les huit premiers de la première phase sont placés dans deux groupes de quatre où ils se rencontrent deux fois, les deux premiers de groupe disputent la finale du tournoi de clôture, le vainqueur est qualifié pour la Copa Libertadores 2025 et la finale nationale.
| Rang | Équipe                 | Pts | J | G | N | P | Bp | Bc | Diff |
| ---- | ---------------------- | --- | - | - | - | - | -- | -- | ---- |
| 1    | Deportivo Táchira      | 16  | 6 | 5 | 1 | 0 | 14 | 3  | +11  |
| 2    | Deportivo Rayo Zuliano | 7   | 6 | 2 | 1 | 3 | 9  | 11 | -2   |
| 3    | Caracas FC             | 6   | 6 | 2 | 0 | 4 | 7  | 10 | -3   |
| 4    | Zamora FC              | 5   | 6 | 1 | 2 | 3 | 7  | 13 | -6   |

| Rang | Équipe                | Pts | J | G | N | P | Bp | Bc | Diff |
| ---- | --------------------- | --- | - | - | - | - | -- | -- | ---- |
| 1    | Carabobo FC           | 14  | 6 | 4 | 2 | 0 | 9  | 2  | +7   |
| 2    | Deportivo La Guaira   | 13  | 6 | 4 | 1 | 1 | 10 | 4  | +6   |
| 3    | Estudiantes de Mérida | 6   | 6 | 2 | 0 | 4 | 6  | 11 | -5   |
| 4    | Monagas SC            | 1   | 6 | 0 | 1 | 5 | 4  | 12 | -8   |

##### Finale du tournoi de clôture
La finale du tournoi de clôture se joue sur un match chez l'équipe qui a obtenu le meilleur classement lors de la première phase du tournoi. Le vainqueur se qualifie pour la finale nationale et pour la phase de poules de la Copa Libertadores 2025.
| 24 novembre 2024 | Deportivo Táchira                                       | 4 - 1   | Carabobo FC  | Estadio Polideportivo de Pueblo Nuevo, San Cristóbal |  |
|                  | Castillo 45e · Cova 66e · Uribe 90+4e · Fioavanti 90+8e | (1 - 1) | Gonzalez 29e |                                                      |  |

### Finale du championnat
Les deux vainqueurs des tournois se rencontrent dans la finale nationale jouée en deux matchs le 1er et 8 décembre 2024. Les deux clubs sont déjà qualifiés pour la phase de poules de la Copa Libertadores 2025 et jouent pour le titre de champion du Venezuela.
| Équipe            | Aller | Total             | Retour | Équipe      |
| ----------------- | ----- | ----------------- | ------ | ----------- |
| Deportivo Táchira | 1 - 1 | 1 - 1 (tab 4 - 2) | 0 - 0  | Carabobo FC |

Le Deportivo Táchira gagne la finale nationale aux tirs au but et remporte son 11e titre de champion du Venezuela.

## Classement cumulé
| Rang | Équipe                   | Pts | J  | G  | N  | P  | Bp | Bc | Diff |
| ---- | ------------------------ | --- | -- | -- | -- | -- | -- | -- | ---- |
| 1    | Deportivo Táchira T      | 46  | 26 | 12 | 10 | 4  | 30 | 15 | +15  |
| 2    | Universidad Central      | 44  | 26 | 11 | 11 | 4  | 35 | 25 | +10  |
| 3    | Monagas SC               | 44  | 26 | 12 | 8  | 6  | 41 | 32 | +9   |
| 4    | Carabobo FC              | 41  | 26 | 10 | 11 | 5  | 30 | 22 | +8   |
| 5    | Deportivo La Guaira      | 40  | 26 | 10 | 10 | 6  | 27 | 25 | +2   |
| 6    | Metropolitanos           | 39  | 26 | 10 | 9  | 7  | 35 | 34 | +1   |
| 7    | Academia Puerto Cabello  | 32  | 26 | 7  | 11 | 8  | 28 | 26 | +2   |
| 8    | Caracas FC               | 32  | 26 | 7  | 11 | 8  | 25 | 25 | 0    |
| 9    | Portuguesa FC            | 32  | 26 | 9  | 5  | 12 | 29 | 33 | -4   |
| 10   | Estudiantes de Mérida    | 30  | 26 | 8  | 6  | 12 | 34 | 38 | -4   |
| 11   | Deportivo Rayo Zuliano   | 30  | 26 | 8  | 6  | 12 | 34 | 38 | -4   |
| 12   | Angostura FC             | 30  | 26 | 8  | 6  | 12 | 25 | 33 | -8   |
| 13   | Zamora FC                | 25  | 26 | 6  | 7  | 13 | 25 | 36 | -11  |
| 14   | Internacional de Barinas | 24  | 26 | 7  | 3  | 16 | 22 | 38 | -16  |

|  | Qualification pour la Copa Libertadores 2025 |
|  | Qualification pour la Copa Sudamericana 2025 |
|  | Relégué en deuxième division                 |
|  | P : Promu de Segunda División                |

## Bilan de la saison
| Championnat du Venezuela de football 2024 |                               |
| Champion                                  | Deportivo Táchira (11e titre) |
| Qualifications continentales              |                               |
| Copa Libertadores 2025                    | Deportivo Táchira             |
| Copa Libertadores 2025                    | Carabobo FC                   |
| Copa Libertadores 2025                    | Universidad Central           |
| Copa Libertadores 2025                    | Monagas SC                    |
| Copa Sudamericana 2025                    | Caracas FC                    |
| Copa Sudamericana 2025                    | Deportivo La Guaira           |
| Copa Sudamericana 2025                    | Metropolitanos                |
| Copa Sudamericana 2025                    | Academia Puerto Cabello       |
| Promotions et relégations                 |                               |
| Promus en Primera División                | Yaracuyanos Fútbol Club       |
| Relégués en Segunda División              | Internacional de Barinas      |